# Новопавлівка (Березівський район)
Новопа́влівка — село Старомаяківської сільської громади Березівському районі Одеської області в Україні. Населення становить 6 осіб.

## Населення
Згідно з переписом УРСР 1989 року чисельність наявного населення села становила 679 осіб, з яких 308 чоловіків та 371 жінка.
За переписом населення України 2001 року в селі мешкало 6 осіб. 100 % населення вказало своєю рідною мовою українську мову.

## Пам'ятки
На захід від села розташований ботанічний заказник місцевого значення «Новопавлівський».